# Gintautas Umaras
Gintautas Umaras (* 20. května 1963 Kaunas) je bývalý litevský dráhový cyklista, reprezentující Sovětský svaz. V jeho dresu získal na olympijských hrách v Soulu roku 1988 dvě zlaté medaile, jednu individuální, ze stíhacího závodu na 4 kilometry, druhou ze stíhacího závodu družstev. Stejnou bilanci má i z mistrovství světa, individuální stíhací závod na 4 km zde vyhrál v roce 1987 a na stejném šampionátu bral též zlato týmové. Ze světového šampionátu má i dvě individuální stříbra (1985, 1986). Na čtyřkilometrové a pětikilometrové trati též překonal čtyři světové rekordy. Věnoval se i silniční cyklistice, k jeho největším úspěchům na silnici patří celkové vítězství na řecké tour v roce 1988. Poté, co Litva získala v roce 1991 nezávislost, patřil k zakladatelům Litevského olympijského výboru a působil jako jeho místopředseda. Jeho bratr Mindaugas Umaras byl rovněž úspěšným dráhovým cyklistou, po skončení závodní kariéry spolu také podnikají a vlastní síť obchodů se sportovními potřebami.